# Nolimo
Nolimo eller Jumisko är en sjö i Finland. Den ligger i kommunen Posio i landskapet Lappland, i den norra delen av landet, 700 km norr om huvudstaden Helsingfors. Nolimo ligger 237 meter över havet. Arean är 1,76 kvadratkilometer och strandlinjen är 21,63 kilometer lång. Sjön  ingår i Kemi älvs huvudavrinningsområde.   Den sträcker sig 1,8 kilometer i nord-sydlig riktning, och 2,3 kilometer i öst-västlig riktning.
I övrigt finns följande i Nolimo:
- Nolimonsaari (en ö)
- Suntinsaari (en ö)
- Kenttäsaari (en ö)
- Kuusisaari (en ö)
- Vastuusaari (en ö)